# Амалия Саксонска (1436 – 1501)
Вижте пояснителната страница за други личности с името Амалия Саксонска.
Амалия Саксконска (на немски: Amalia von Sachsen; * 4 април 1436, Майсен; † 19 ноември 1501, Рохлиц) е саксонска принцеса и чрез женитба херцогиня на Бавария-Ландсхут.

## Биография
Дъщеря е на саксонския курфюрст Фридрих II (1412 – 1464) от род Ветини и Маргарета Австрийска (1416 – 1486), дъщеря на херцог Ернст Железни от Австрия, от Хабсбургите.
Амалия Саксконска се омъжва на 21 февруари 1452 г. в Ландсхут за херцог Лудвиг IX „Богатия“ от Бавария-Ландсхут (1417 – 1479) от фамилията Вителсбахи. За сватбата са поканени 22 000 гости.
След смъртта на нейния съпруг Амалия напуска Бавария. От нейния син тя получава 800 рейнски златни гулдена годишно. Амалия купува от тези пари от братята си замък Рохлиц, където живее с голям двор и престроява дворцовата капела. Там тя пази голямата сбирка от ценни реликви. Амалия превръща замъка в дворец и построява нова църква Петри в Рохлиц (днес в Средна Саксония).
Умира през 1501 г. на 65-годишна възраст. Погребана е в катедралата на Майсен.

## Деца
Амалия и Лудвиг имат четири деца:
- Елизабет (1452 – 1457)
- Георг Богатия (1455 – 1503), ∞ 1475 принцеса Ядвига Ягелонка от Полша (1457 – 1502) (Ягелони), дъщеря на полския крал Кажимеж IV Ягелончик и Елизабет Хабсбург
- Маргарета (1456 – 1501), ∞ 1474 курфюрст Филип от Пфалц (1448 – 1508)
- Анна (*/† 1462)